# Костандово
Костандо́во (болг. Костандово) — місто в Пазарджицькій області Болгарії. Входить до складу общини Ракитово.

## Населення
За даними перепису населення 2011 року у місті проживали 4168 осіб.
Національний склад населення міста:
| Національність   | Кількість осіб | Відсоток |
| ---------------- | -------------- | -------- |
| болгари          | 2153           | 83,9%    |
| цигани           | 381            | 14,8%    |
| не визначились   | 24             | 0,9%     |
| Всього відповіли | 2567           |          |

Розподіл населення за віком у 2011 році:
Динаміка населення: